# Disponibilitat selectiva
La Disponibilitat Selectiva  (SA en el seu acrònim anglès) és una degradació intencionada del senyal GPS per tal d'evitar l'excessiva precisió dels receptors GPS comercials moderns.

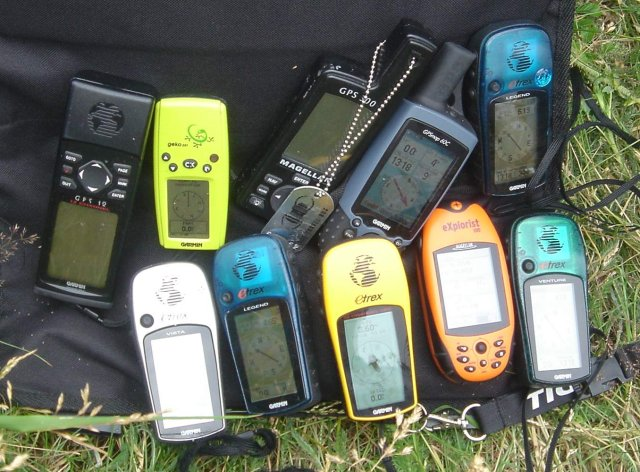
Receptors GPS comercials

Inicialment el sistema  NAVSTAR-GPS  va ser dissenyat i desenvolupat per a aplicacions militars. A fi d'impedir que el sistema fos utilitzat amb fins no pacífics per enemics dels Estats Units (guiatge de míssils fonamentalment) el Departament de Defensa nord-americà, encarregat del seu manteniment i precisió, va optar per degradar intencionadament el senyal que emeten els satèl·lits de la constel·lació NAVSTAR, afectant a usuaris civils que accedissin a la tecnologia de manera comercial a partir d'aquest moment.
La limitació de la seva exactitud es va dur a terme incorporant errors aleatoris en el senyal, és a dir, que els receptors civils (no els militars) estarien subjectes a una degradació de la precisió, en funció de les circumstàncies geoestratègiques i geopolítiques del moment, quedant regulada pel Programa de Disponibilitat Selectiva o SA (Selective Availability). Aquesta degradació del senyal es va realitzar de dues maneres:
- Fent variar el rellotge del satèl·lit.
- Truncant les dades enviades per les efemèrides (camí i òrbita d'un satèl·lit)

Amb això s'aconseguia degradar el UERE fins a 37,5 metres, limitant la precisió horitzontal a uns valors d'entre 15-100 metres i 156 metres en la vertical en els models civils. Els receptors militars dels Estats Units i els seus aliats no es veien afectats al poder decodificar aquest error fins a la precisió inicial del sistema (UERE = 66,6 m).
El desenvolupament de noves tècniques que corregien aquests desfasaments, com l'ús combinat del sistema NAVSTAR nord-americà i el GLONASS rus o la utilització de sistemes de correcció de senyals com el DGPS o el SBAS que permeten estimar l'error induït, així com la concepció de nous Sistemes Globals de Navegació per Satèl·lit (Galileu europeu), i la dependència cada vegada més gran del GPS, per part de la població civil, va fer que la  Disponibilitat Selectiva fos eliminada el 2 de maig de 2000 per ordre del president Bill Clinton.
Tot i que els EUA van reiterar el 2005 que el senyal no seria degradat un altre cop, l'error nominal en el càlcul de la posició dels receptors GPS, que com s'ha assenyalat pot augmentar fins als 100 m, es pot introduir de nou, quan el "Departament de Defensa" d'aquest país ho estimi oportú, tornant a activar la Disponibilitat Selectiva.